# Cottus chattahoochee
Cottus chattahoochee är en fiskart som beskrevs av Neely, Williams och Richard L. Mayden 2007. Cottus chattahoochee ingår i släktet Cottus och familjen simpor. Inga underarter finns listade i Catalogue of Life.